# Губин, Валерий Дмитриевич
Вале́рий Дми́триевич Гу́бин (5 августа 1940, Свердловск — 11 декабря 2022, Москва) — советский и российский философ и писатель, специалист по современной западной философии, философской антропологии и онтологии. Доктор философских наук (1988), профессор.

## Биография
В 1946 году с семьей переехал в Ригу. Окончил рижскую 35-ю среднюю школу.
В 1964 году окончил философский факультет Московского государственного университета, в 1969 году — аспирантуру кафедры философии Московского института народного хозяйства. В том же году защитил кандидатскую диссертацию по теме «Проблема интеллектуальной интуиции в феноменологии Гуссерля», в 1988 году — докторскую диссертацию по теме «Проблема творчества в феноменолого-экзистенциальной традиции».
Преподавал в ряде вузов. В 1992 году стал деканом философского факультета Российского государственного гуманитарного университета. Читал курсы по истории европейской философии XIX — начала XX века. Являлся вице-президентом Российского философского общества.
11 декабря 2022 умер после продолжительной болезни.

## Научная деятельность
В сфере его научных интересов были актуальные проблемы философской антропологии и онтологии, в частности онтологии человеческого бытия.

### Научные произведения
- Губин В. Д. Критика современных буржуазных теорий творчества. — Харьков: Вища школа, 1981. — 168 с.
- Губин В. Д. Культура и творческая деятельность. — Москва, 1987.
- Губин В. Д. Проблема человека в современной философии. — Москва: Издательство Университета дружбы народов, 1990. — 81 с.
- Губин В. Д. и др. Философия. Учебник для вузов. — Москва, 1996.
- Губин В. Д. Онтология. Проблема бытия в современной европейской философии. — Москва, 1998.
- Губин В. Д. и др. Философская антропология. Учебное пособие для вузов. — Москва, 2000.
- Губин В. Д. Жизнь как метафора бытия. — Москва, 2003.
- Губин В. Д. Философия. Актуальные проблемы. — Москва, 2005.
- Губин В. Д. Философия. Актуальные проблемы. — Москва, 2005.
- Губин В. Д. и др. История мировой философии. — Москва, 2006.
- Губин В. Д. и др. Власть истории. История философии истории. — Москва, 2007.

### Художественные произведения
- Губин В. Д. Кругом пришельцы. Сборник фантастических рассказов. — Москва: Издательство российского университета дружбы народов, 1992. — 152 с. — 60 000 экз. — ISBN 5-209-000516-Х.
- Губин В. Д. Вечное невозвращение. Повести и рассказы. — Москва: РГГУ, 2008. — 428 с. — 300 экз. — ISBN 978-5-7281-0986-0.
- Губин В. Д. Бедный мой народ. — Москва: Голос, 2017. — 411 с. — 300 экз. — ISBN 978-5-91932-013-5.